# Stuart Merrill

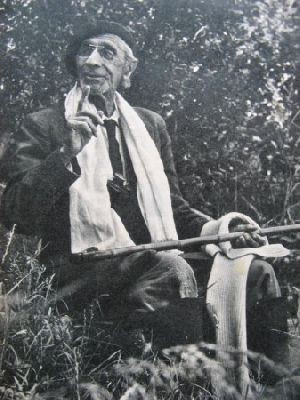
Stuart Merrill w starszym wieku.

Stuart Fitzrandolph Merrill (ur. 1 sierpnia 1863 w Hempstead w stanie Nowy Jork w Stanach Zjednoczonych; zm. 1 grudnia 1915 w Wersalu pod Paryżem we Francji) – amerykański poeta i tłumacz, piszący po francusku. Jeden z teoretyków symbolizmu.

## Zarys biograficzny
W latach 1866–1884 mieszkał i kształcił się w Paryżu, gdzie jego ojciec przebywał jako dyplomata. Jednym z nauczycieli Stuarta był poeta Stéphane Mallarmé. Merrill redagował tygodnik „Le fou” (Wariat). Następnie studiował prawo w Stanach Zjednoczonych. W 1887 r. jego debiutancki tomik Les gammes, wydany w Paryżu, spotkał się z uznaniem krytyki.
Merril zaangażował się w politykę, działając na rzecz ruchów anarchistycznych, prowadził też kampanię na rzecz uwolnienia Oscara Wilde’a, uwięzionego pod zarzutem homoseksualizmu. Z tego powodu został wydziedziczony przez ojca.
W 1890 r. Stuart wydał w Stanach Zjednoczonych tom przekładów poezji francuskiej, Pastels in prose, a potem przeniósł się na stałe do Europy i w 1891 r. ożenił się.

## Ważniejsze prace
- Les gammes (Gamy), Vanier, Paris, 1887
- Pastels en Prose, Harper & Brothers, New York, 1890
- Les Fastes (Przepych), 1891
- Petits Poèmes d'Automne (Małe poematy jesienne), 1895
- Les quatre saisons (Cztery pory roku), Mercure de France, Paris, 1900
- Walt Whitman, Henry S. Saunders, 1922
- Prose et vers : œuvres posthumes (Proza i wiersze: wydanie pośmiertnie), A. Messein, Paris, 1925
- The White Tomb: Selected Writing (Biały Grobowiec: Wybór prac), Talisman House, 1999

## Przekłady twórczości na język polski
Pojedyncze wiersze Merrilla na język polski tłumaczyli Bronisława Ostrowska i Zenon Przesmycki.